# Pycnarmon virgatalis
Pycnarmon virgatalis is een vlinder van de familie van de grasmotten (Crambidae). De wetenschappelijke naam van deze soort is voor het eerst voorgesteld door Frederic Moore in een publicatie uit 1867.
De soort komt voor in India, Bhutan en Sri Lanka.